# Herrerazaury
Herrerazaury (Herrerasauria) – infrarząd obejmujący jedne z najstarszych znanych dinozaurów. Nazwę dla kladu ukuł paleontolog Peter Galton w 1985 r, lecz dopiero Langer (2004) zaproponował dla niego definicję (wszystkie dinozaury mające bliższego wspólnego przodka z herrerazaurem niż liliensternem i plateozaurem). Sereno (2005) uważa tak definiowane Herrerasauria za młodszy synonim rodziny Herrerasauridae sensu Sereno, 1998.
Żyły w okresie triasu (ok. 228-225 mln lat temu) głównie na terenach współczesnej Ameryki Południowej (Brazylia, Argentyna); przedstawicielem grupy może być ponadto północnoamerykański czindezaur. Niedźwiedzki i współpracownicy (2014) opisali europejskiego przedstawiciela grupy na podstawie skamieniałości odkrytych w Polsce. Długość ciała 2-4 m, wysokość ok. 1 m, masa do 100 kg.
Pierwsze analizy kladystyczne sugerowały, że herrerazaury są bazalnymi dinozaurami nie należącymi ani do Saurischia ani do Ornithischia. Odkrycie nowych skamieniałości herrerazaura, w tym czaszki, w 1988 r. dało dodatkowy materiał do badań i porównań. Mimo to analizy kladystyczne z ostatnich lat dają różne rezultaty, a pozycja systematyczna herrerazaurów pozostaje przedmiotem sporów. Obecnie wśród naukowców najbardziej popularne są dwie koncepcje: według pierwszej herrerazaury są bazalnymi teropodami, nie należącymi do bardziej zaawansowanych ewolucyjnie neoteropodów, według drugiej - bazalnymi dinozaurami gadziomiednicznymi, nie należącymi do bardziej zaawansowanego ewolucyjnie kladu Eusaurischia, obejmującego teropody i zauropodomorfy. Według analizy Nesbitta (2011) Staurikosaurus i Herrerasaurus były bazalnymi teropodami; nie tworzyły one kladu, lecz były sukcesywnie bardziej odległymi grupami zewnętrznymi w stosunku do kladu obejmującego neoteropody i rodzaje Eoraptor oraz Tawa. Gdy jednak w analizie kladystycznej nie uwzględniano rodzaju Tawa, Staurikosaurus i Herrerasaurus znajdowały się w nierozwikłanej politomii z zauropodomorfami oraz z kladem obejmującym neoteropody i eoraptora.
Klasyfikacja herrerazaurów:

Herrerasauria
- Rodzina: Staurikosauridae
  - staurikozaur (Staurikosaurus)
- Rodzina: Herrerasauridae
  - czindezaur (Chindesaurus)
  - herrerazaur (Herrerasaurus)
  -  ?kaseozaur (Caseosaurus)

| ← mln lat temuHerrerazaury |          |            |          |          |           |         |          |         |          |           |      |    |
| Prekambr←4,6 mld           | Kambr541 | Ordowik485 | Sylur443 | Dewon419 | Karbon359 | Perm299 | Trias252 | Jura201 | Kreda145 | Paleog.66 | Ng23 | Q2 |